# Brzeskie Obwodowe Muzeum Krajoznawcze
Brzeskie Obwodowe Muzeum Krajoznawcze (biał. Брэсцкі абласны краязнаўчы музей, Brescki abłasny krajaznaŭczy muziej; ros. Брестский областной краеведческий музей, Briestskij obłastnoj krajewiedczeskij muziej) – muzeum w Brześciu, otwarte w 1950 roku.

## Historia
Decyzję o utworzeniu muzeum podjął Brzeski Komitet Wykonawczy 27 marca 1945. Rada Komisarzy Ludowych Białoruskiej SRR zatwierdziła ją, wydając 11 czerwca 1945 stosowną uchwałę. W sierpniu 1945 rozpoczęto prace nad zbieraniem materiałów dotyczących wielkiej wojny ojczyźnianej na terenie obwodu brzeskiego, a w 1948 roku muzeum otrzymało budynek kościoła Podwyższenia Krzyża Świętego. 16 września 1950 zorganizowano pierwszą wystawę, zatytułowaną „Obwód brzeski w powojennym pięcioleciu stalinowskim”, natomiast pierwsza ekspozycja stała została udostępniona 22 czerwca 1957. W 1990 roku świątynia została zwrócona Kościołowi katolickiemu, a muzeum przeniosło się do obecnej lokalizacji.

## Eksponaty
W muzeum znajduje się ponad 20 kolekcji, z których najstarszą i największą jest archeologiczna, w której zaprezentowane są eksponaty z różnych okresów historycznych: od epoki kamienia do średniowiecza. Ponadto dostępna jest kolekcja numizmatów, składająca się z ponad 14 tysięcy monet. Muzeum przechowuje także 18 eksponatów odnalezionych na terenie obwodu brzeskiego w latach 1954–1990 (są to wyroby i monety ze srebra i złota).

## Oddziały i odwiedzający
Muzeum jest odwiedzane przez ok. 200 tys. osób rocznie. Jest największym muzeum w obwodzie brzeskim i składa się z 4 oddziałów: Muzeum Archeologicznego Bereście (od 1982), będącego najczęściej odwiedzanym muzeum w mieście, Baszty Kamienieckiej (od 1960), Muzeum Uratowanych Zabytków (od 1989) i Muzeum Sztuki (od 2002).

## Dyrektorzy
Pierwszym dyrektorem muzeum była w latach 1950–1955 Nina Pawłowska. Następnie funkcję tę sprawowali Iwan Birula (1955–1961), Natalja Kałasznikowa (1961–1964), Mira Slepakowa (1964–1971), Tamara Slesaruk (1972–1987) i Taisija Nowikowa (1987–2009). W 2010 roku dyrektorem muzeum został Aleksiej Mitiukow.

## Galeria

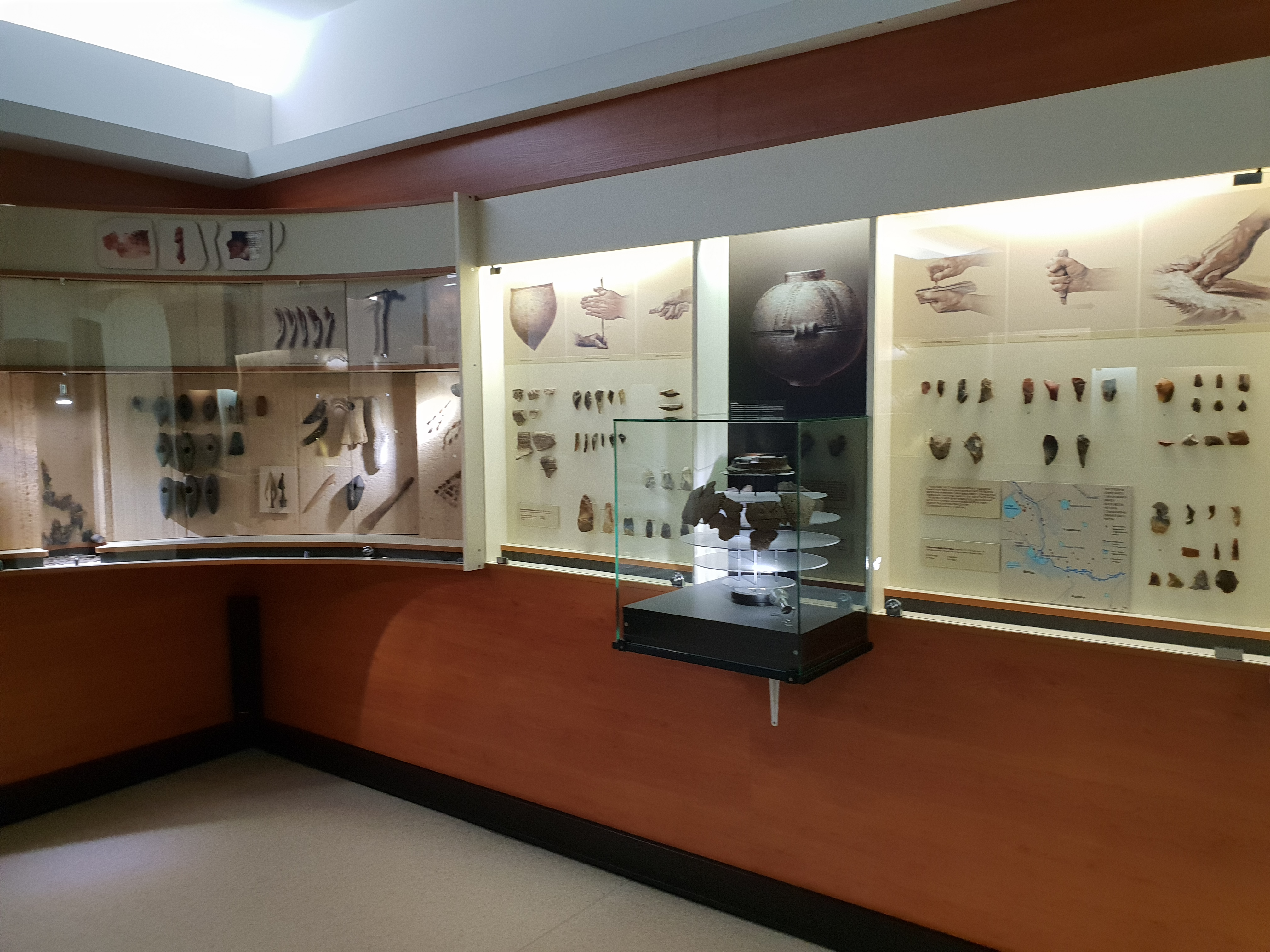
Ekspozycja archeologiczna
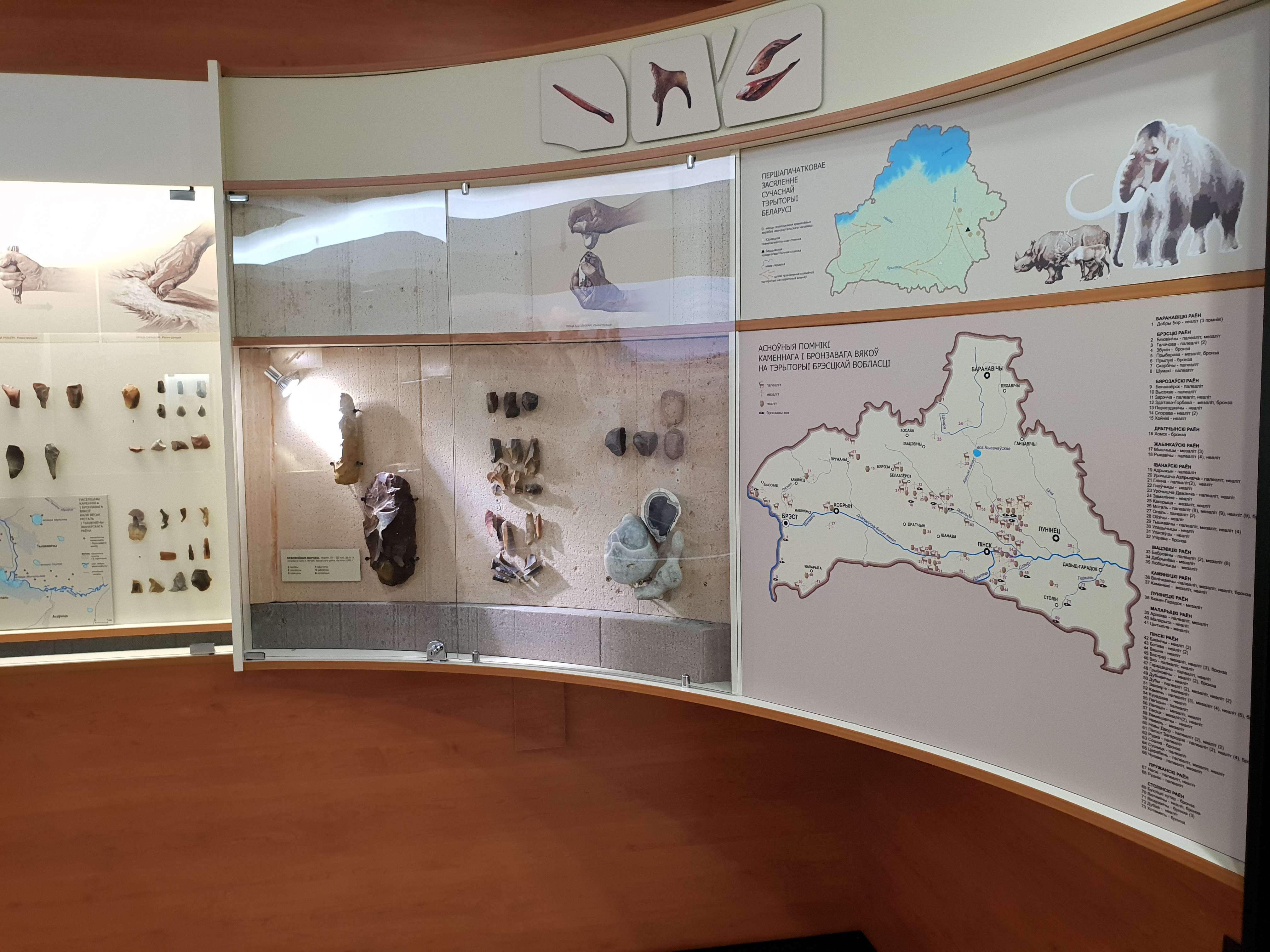
Ekspozycja archeologiczna
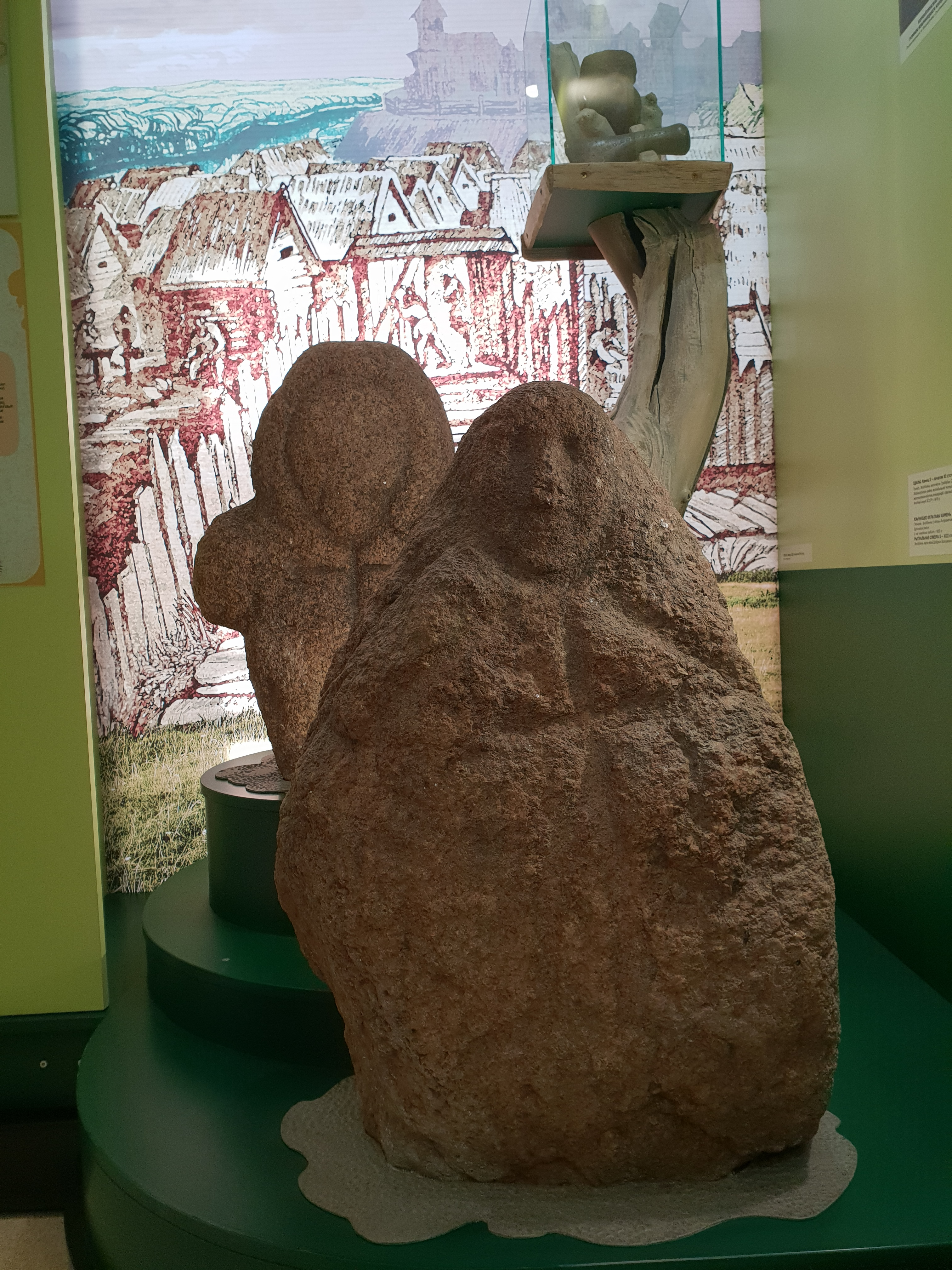
Kamienne rzeźby
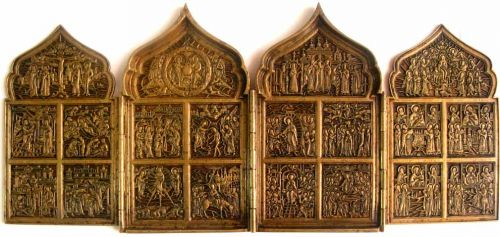
Składana ikona miedziana
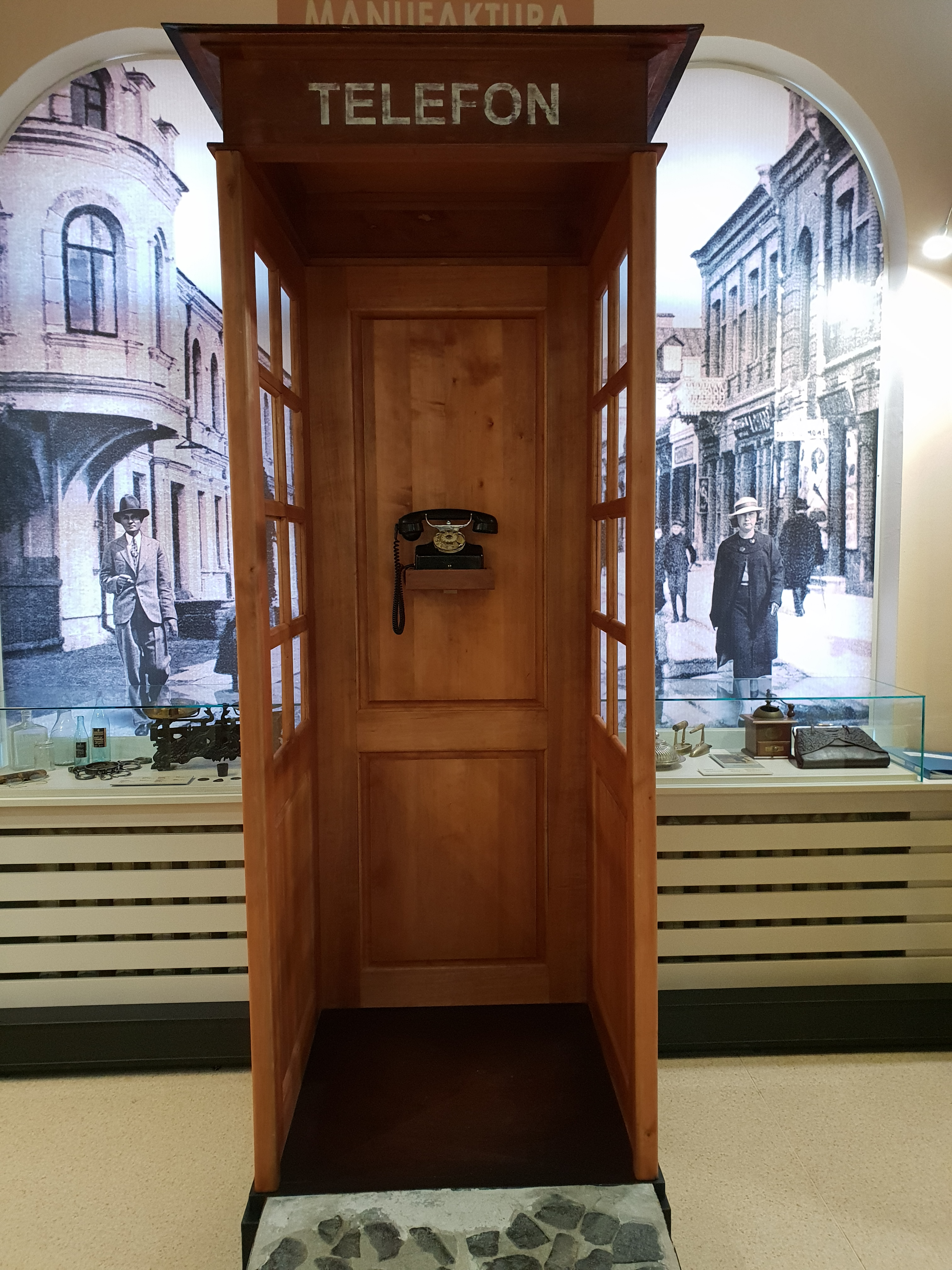
Budka telefoniczna jako element wystawy
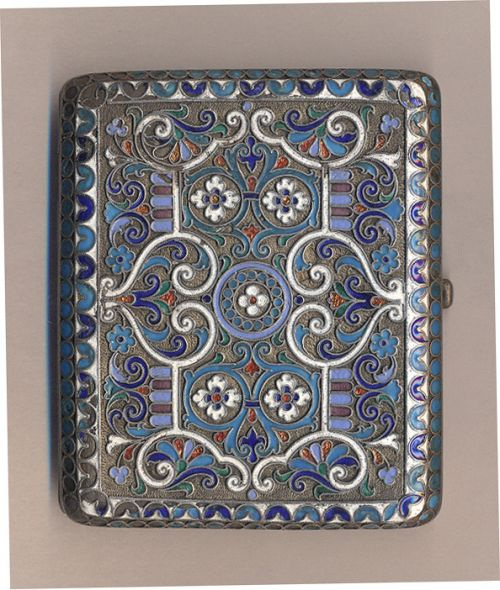
Emaliowana papierośnica